# O Escolar
O Escolar, também denominada O Filho do Carteiro ou ainda Gamin au Képi, é uma pintura a óleo sobre tela de Vincent van Gogh, usualmente datada de 1888. O modelo do retrato é muito provavelmente Camille Roulin, filho do carteiro Joseph Roulin, fiel amigo do pintor durante sua atormentada passagem por Arles, quando sucumbiu à sua primeira crise mental.
Van Gogh pintou ao todo 22 retratos de membros da família Roulin, uma típica representanta das famílias da classe operária francesa da segunda metade do século XIX. Toda a série de retratos demonstra a influência dos estudos de van Gogh acerca da estampa japonesa e a consolidação de sua estética impresionistas.
No retrato de Camille nota-se a tendência um tanto brutal na aplicação das amplas superfícies de cores puras, a firmeza das linhas de contorno e o contraste de tons quentes e frios. Encontra-se conservada no Museu de Arte de São Paulo desde 1952, sendo considerada uma das mais valiosas obras da coleção.

## Contexto geral

### A família Roulin

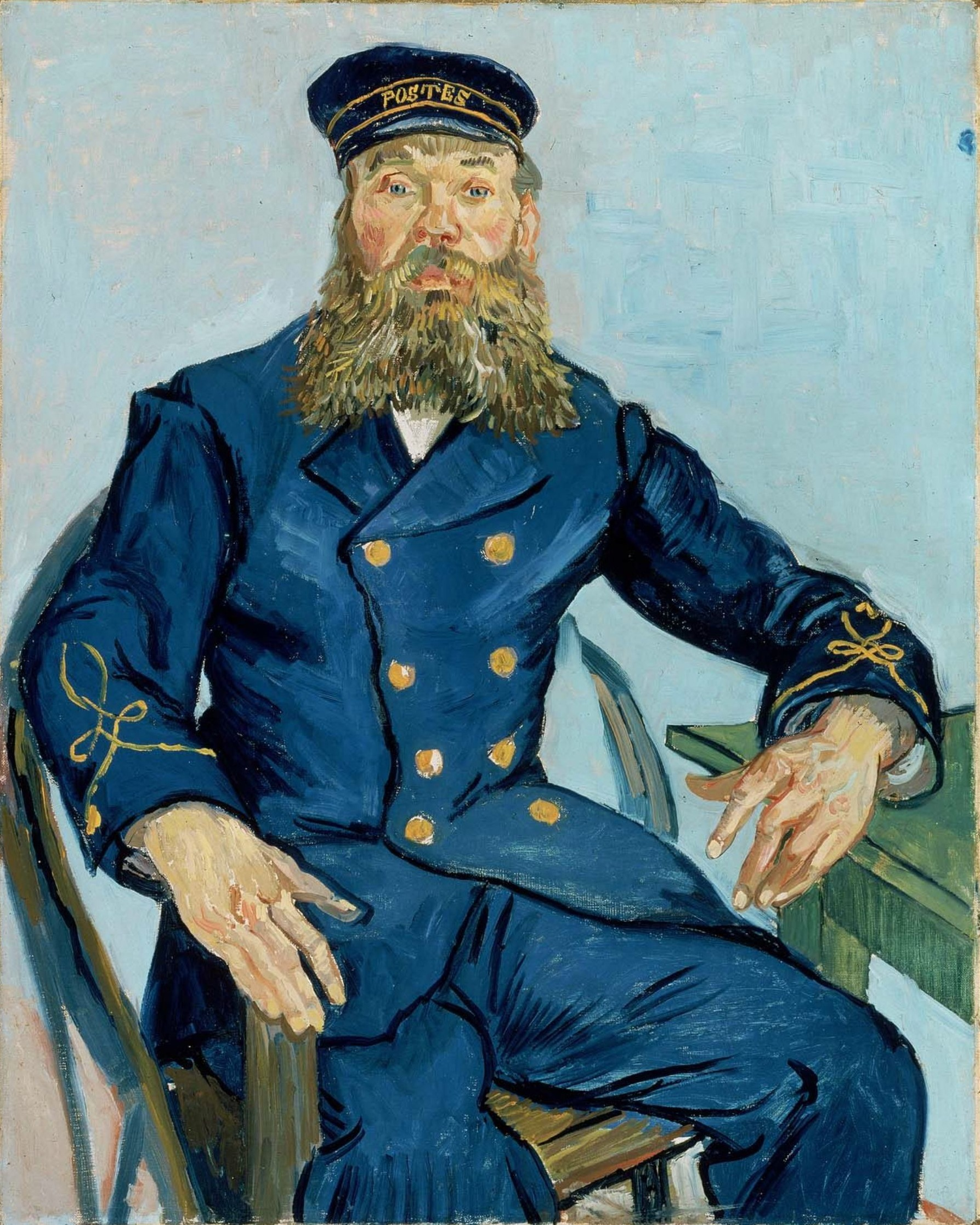
O carteiro Roulin, por van Gogh (1888). Museu de Belas-Artes, Boston.

Após uma estadia de dois anos em Paris, onde entrou em contato os pintores impressionistas, van Gogh partiu para Arles, no sul da França, onde se estabeleceu em fevereiro de 1888. Incentivado pela ideia de aprofundar os seus estudos no campo da estampa japonesa, o artista acreditava que a luminosidade da região da Provença e seu contraste de cores lhe permitiriam ter uma ideia “mais verdadeira do modo como os japoneses sentem e desenham”. Van Gogh também tinha a intenção de estabelecer em Arles uma comunidade de artistas, com a ajuda do amigo Paul Gauguin. Na “casa amarela”, como era chamada a residência onde se fixaram, os dois pintores travaram uma breve e conturbada convivência, que acabaria por desencadear a primeira crise mental de van Gogh, levando-o à auto-mutilação.

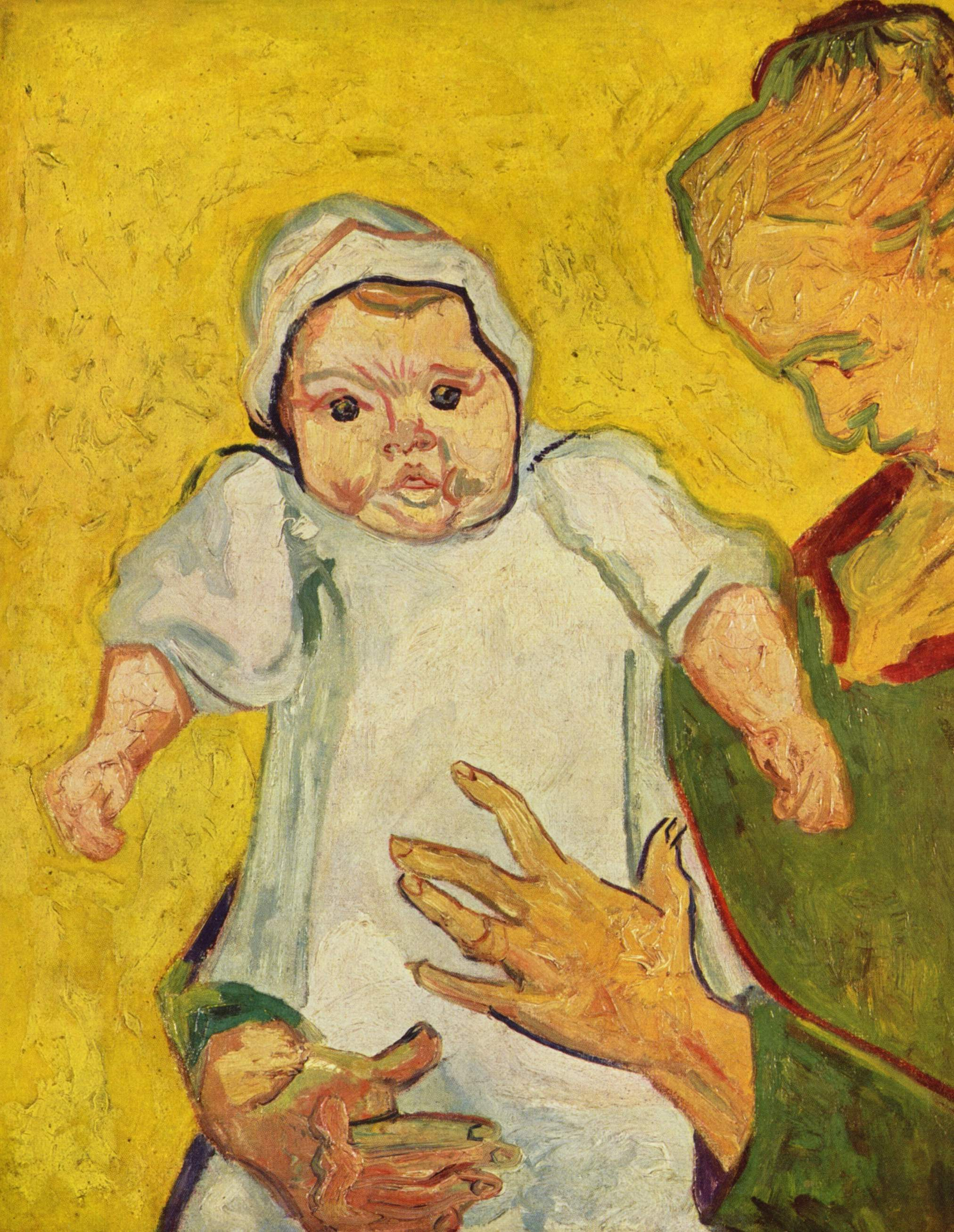
Augustine Roulin com o bebê (Marcelle), por van Gogh (1888). Metropolitan Museum of Art, Nova Iorque.

Da chegada a Arles até a sua mudança voluntária para Saint-Rémy-de-Provence – onde se internaria no manicômio de Saint-Paul de Masole, em maio de 1889 – van Gogh contou com o apoio e a amizade da família Roulin. O pintor, que se utilizava frequentemente dos serviços postais de Arles, em sua rotineira troca de correspondências com o irmão, Theo, foi introduzido ao círculo da família por meio do carteiro Joseph Roulin (1841-1903). Os dois logo se tornariam grandes amigos e o carteiro se converteria no personagem que van Gogh mais retratou durante sua estadia em Arles, depois de si mesmo. Van Gogh admirava o espírito anárquico, os ideais políticos e a integridade moral de Joseph. Em suas palavras, Joseph era "um homem tão revolucionário como o velho Tanguy. Provavelmente pode ser considerado um bom revolucionário porque detesta cordialmente [...] a república de que estamos gozando."
Foi Joseph quem tirou van Gogh do bordel onde viveu com a amiga Rachel – a quem deu o lóbulo cortado de sua orelha, após o primeiro surto. O pintor o retrataria em seis oportunidades em um intervalo de nove meses. Além do carteiro, van Gogh retratou toda sua família, exemplar da classe operária francesa de meados do século XIX: a esposa, Augustine-Alex Pellicot (1851-1930), o filho mais velho do casal, Armand (1871-1945), o filho do meio, Camille (1877-1922), provável modelo do retrato em pauta, e a filha caçula, Marcelle (1888-?), retratada pouco após o seu nascimento. Ao todo, van Gogh executaria 22 retratos dos membros da família Roulin, entre agosto de 1888 e o princípios de 1889. Embora tenham sido os modelos mais requisitados pelo pintor em seu período arlesiano, os membros da família jamais cobraram pelas sessões.

## O retrato

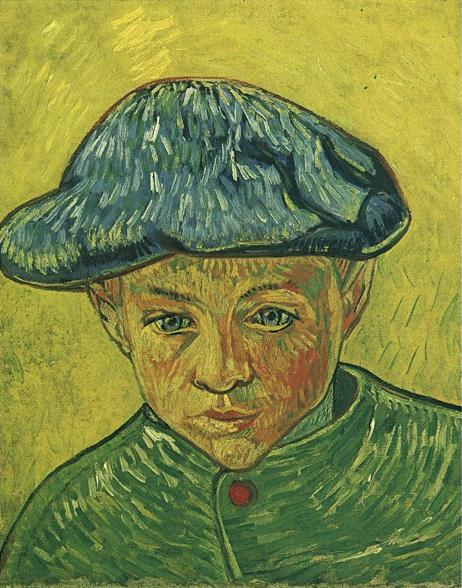
Retrato de Camille Roulin, por van Gogh (1888). Museu van Gogh, Amsterdã.

### Identificação do modelo e datação
A identificação do modelo como Camille Roulin e a datação da obra no ano de 1888, embora predominantes na literatura contemporânea, não são consensuais. Para Scherjon e De Gruyter, o modelo seria um dos funcionários do mencionado sanatório de Saint-Rémy-de-Provence. Com base nessa hipótese, o retrato do MASP seria aquele a qual van Gogh se refere em uma carta endereçada a Theo, escrita em 4 de janeiro de 1890, dizendo ter a intenção de enviar a obra à mãe do menino. Essa hipótese, bem como a datação de 1890, foram aceitas por historiadores como Paolo Lecaldano e Müller.
Ettore Camesasca e Ronald Pickvance, no entanto, identificam o modelo como Camille Roulin (Lambesc, 10 de julho de 1877 - Arles, 4 de junho de 1922), filho do carteiro Joseph. A evidência para isso está na comparação da fisionomia do menino com outro retrato ligeiramente posterior de Camille feito pelo artista (conservado no Museu van Gogh, em Amsterdã). Desta forma, a tela teria sido executada entre novembro e dezembro de 1888, conforme atesta o pintor em uma carta enviada a Theo nesse período: "Pintei os retratos de toda a família do carteiro... o homem, a mulher, a criança, o menino, o filho de 16 anos, todos característicos e muito franceses, embora o primeiro possua as feições de um russo."

### Descrição e análise

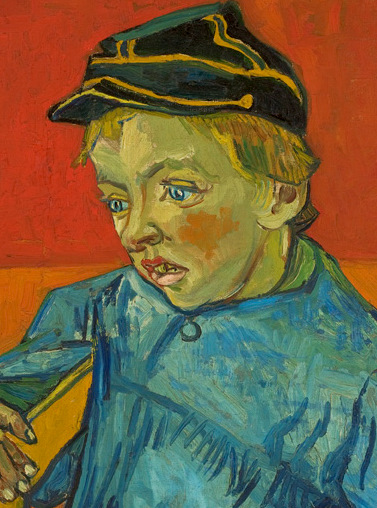
Detalhe da obra.

Retratado em meia figura, sentado sobre uma cadeira, o modelo tem o corpo e o rosto voltados à sua direita, com o braço direito repousando no encosto superior do assento. O código indumentário, como em tantos outros retratos de camponeses executados por van Gogh no período, tem função essencial para a devida contextualização do meio da personagem. A simplória camisa azul e o boné marrom-escuro evidenciam sua condição de "cidadão-comum", de classe social baixa.
O segundo plano é composto por duas faixas, uma laranja e outra vermelha, que contrastam com o azul da camisa e com o marrom-escuro do boné. O rosto, as mãos e a cadeira configuram-se em uma profusão de cores quentes, em que sobressaem os tons amarelados. A simultaneidade de contrastes provenientes da interação entre cores primárias e complementares, quentes e frias, gera tensão, como nota Giulio Carlo Argan, ao dizer que a matéria pictórica adquire "uma existência autônoma, exasperada, quase insuportável".

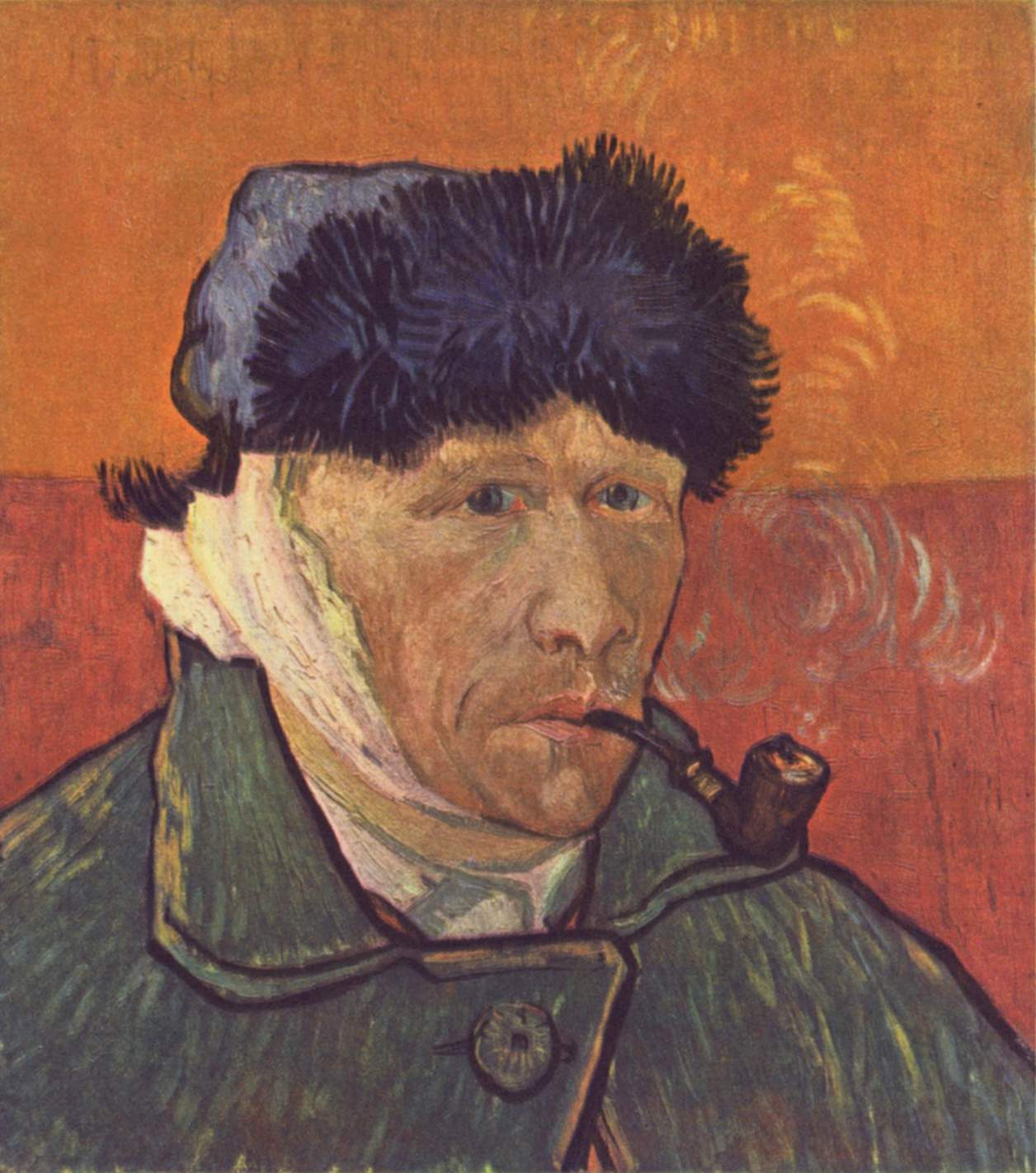
Auto-retrato com a orelha cortada, por van Gogh (1888). Coleção particular, Chicago.

A tensão gerada pela interação de cores quentes e frias parece ecoar ainda no contraste existente entre a vivacidade conferida à obra pela iluminação intensa e a postura acanhada do menino, cujos olhos baixos insinuam tristeza ou melancolia. Para alguns autores, a mão "deformada" do modelo, entendida como representação da dor, seria uma indicação da presença simbólica do pintor na obra - segundo a própria definição de van Gogh, "uma obra, de forma representativa ou não, é sempre um auto-retrato de seu autor". Ettore Camesasca nota que o mesmo tratamento dado ao fundo e a mesma composição dividida em duas faixas de cores reaparece, invertido apenas, no Auto-retrato com a orelha cortada, pintado pouco tempo depois, em janeiro de 1889 (coleção particular, Chicago).
A força estrutural de O Escolar, com suas amplas superfícies de cores puras e contrastantes, e a enérgica diagramação externa, expressa pelas grossas linhas de contorno, demonstram não apenas a influência das gravuras japonesas na pintura de van Gogh, mas também seu afastamento definitivo da estética impressionista. De fato, é em seu período arlesiano que o pintor abandonará o emprego de tonalidades naturalistas em favor de pinceladas bem marcadas e cores fortes que caracterizam seu retorno inevitável ao expressionismo. Há, no entanto, diferenças técnicas consideráveis entre o retrato de Camille Roulin e as demais obras executadas no mesmo período, o que seria explicável, segundo Pickvance, pelo fato do modelo ter sido incapaz de manter a pose.

## Proveniência
A obra integrou o acervo da Galeria Tannhäuser de Munique, passando, em seguida para a coleção H. Guttler, Reichenstein, e para a coleção de Max Meirowsky, Berlim. Posta à venda na Galeria Wildenstein de Nova Iorque, foi adquirida pelo Museu de Arte de São Paulo, em 1952, com recursos providos por vários doadores (Geremia Lunardelli, Guilherme Guinle, Francisco Pignatari, Souza Cruz, Companhia Siderúrgica Belgo-Mineira, etc.).

## Exposições
Após sua aquisição pelo Museu de Arte de São Paulo em 1952, O Escolar foi escolhido para estampar o cartaz promocional da mostra Chefs-d'Ouvres de São Paulo, realizada no Musée de l'Orangerie de Paris, em 1953. Tornou-se, desde então, um dos ícones da coleção do museu. Entre 1953 e 1957, foi exposta no Palácio de Belas Artes de Bruxelas, no Centraal Museum de Utrecht, no Kunstmuseum de Berna, na Tate Gallery de Londres, no Kunsthalle de Düsseldorf, no Palácio Real de Milão, no Metropolitan Museum of Art de Nova Iorque, no Museu de Arte de Toledo, Ohio, e no Museu Nacional de Belas Artes no Rio de Janeiro. Voltou a ser exposta no Metropolitan Museum em 1984 e integrou novo ciclo de exposições européias, nas cidades de Milão (1987), Martigny e Mannheim (1988). Foi exposta no Museu van Gogh de Amsterdã em 1989.